# أولاد القرافي الوطى (أولاد عبد الله)
أولاد القرافي الوطى هو دُوَّار يقع بجماعة امڭارطو، إقليم سطات، جهة الدار البيضاء سطات في المملكة المغربية. ينتمي الدوّار لمشيخة أولاد عبدالله التي تضم 7 دواوير. يقدر عدد سكانه بـ 399 نسمة حسب الإحصاء الرسمي للسكان والسكنى لسنة 2004.

## روابط خارجية
- البوابة الوطنية للجماعات الترابية
- المندوبية السامية للتخطيط